# Критовский сельсовет
Критовский сельсовет - сельское поселение в Боготольском районе Красноярского края.
Административный центр - село Критово.

## Население
| 2010 | 2012  | 2013  | 2014  | 2015  | 2016  | 2017  |
| ---- | ----- | ----- | ----- | ----- | ----- | ----- |
| 1489 | ↘1438 | ↘1423 | ↘1389 | ↗1412 | ↗1423 | ↘1393 |

## Состав сельского поселения
| № | Населённый пункт | Тип населённого пункта       | Население |
| - | ---------------- | ---------------------------- | --------- |
| 1 | Вагино           | посёлок                      | 138       |
| 2 | Гнетово          | деревня                      | 108       |
| 3 | Критово          | село, административный центр | 1156      |
| 4 | Разгуляевка      | деревня                      | 87        |

## Местное самоуправление
Критовский сельский Совет депутатов
Дата избрания: 13.09.2015. Срок полномочий: 5 лет. Количество депутатов: 12
Глава муниципального образования
- Воловников Анатолий Витальевич. Дата избрания: 14.09.2014 - .... 2019